# Chia (Domus de Maria)
Chia o Baia di Chia è una località costiera della Sardegna meridionale, frazione del comune di Domus de Maria, nella città metropolitana di Cagliari. Ubicata sul lato occidentale del golfo degli Angeli, è una rinomata località balneare della costa meridionale della Sardegna.

## Geografia fisica

### Territorio
Il territorio, nella località di Chia, propriamente detta, comprende il promontorio da cui parte l'area denominata Capo Spartivento, è composto da una stretta piana costiera sulla quale insistono le formazioni collinari, prevalentemente rocciose, che costituiscono le pendici meridionali dei Monti del Sulcis.
La vegetazione spontanea è costituita da pascoli, residui di macchia mediterranea termoxerofila, garighe e associazioni vegetali tipiche della flora costiera. In alcuni siti costieri sono ancora presenti relitti di macchia a ginepro, che in altre epoche era molto diffusa nelle zone costiere del Sulcis-Iglesiente.

## Storia

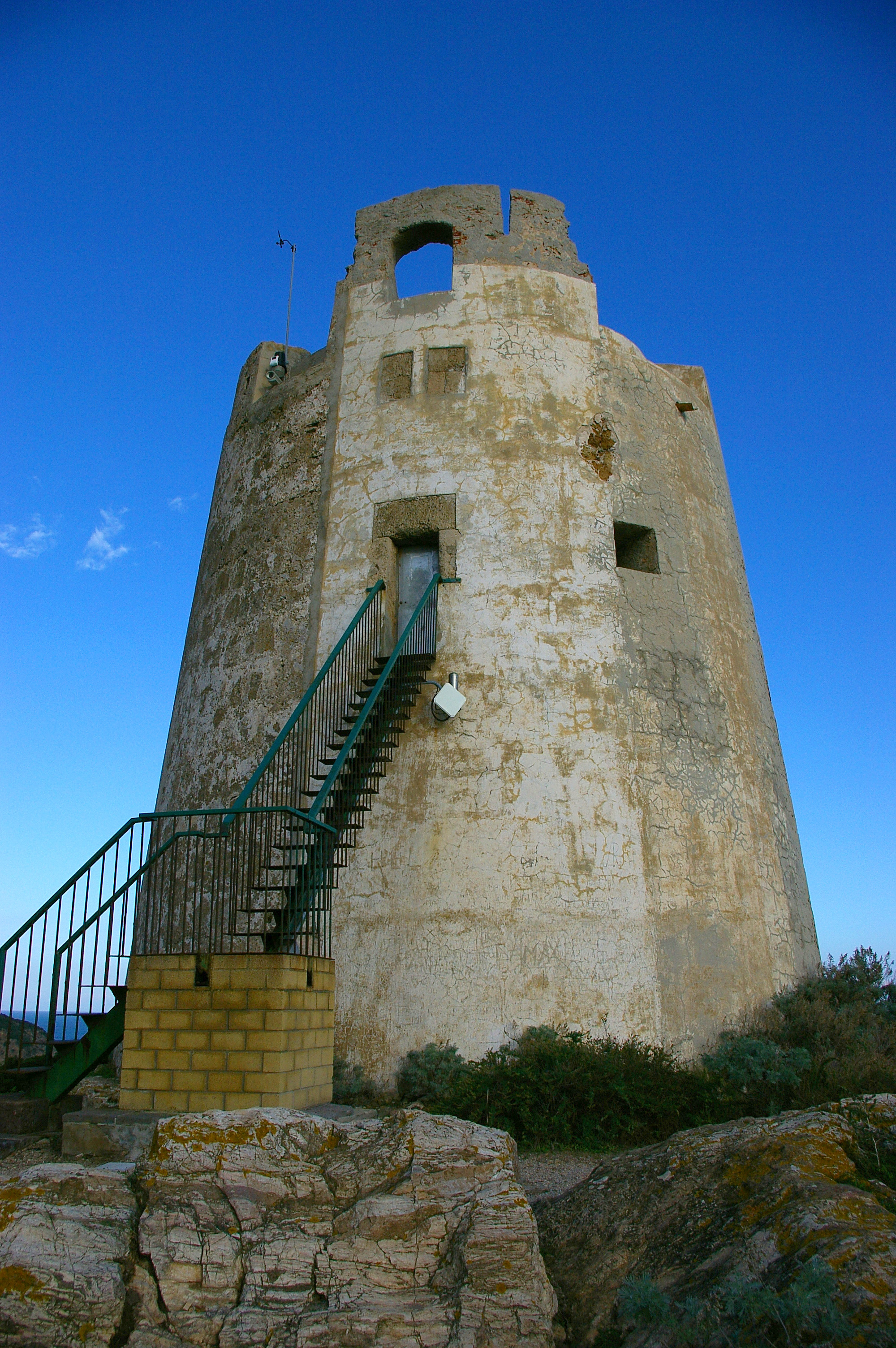
La torre costiera di Chia

Il piccolo insediamento di Bithia rappresenta uno dei più importanti siti archeologici della Sardegna meridionale. Probabile insediamento nuragico, a partire dal secolo VIII a.C. divenne dapprima una città fenicia, poi punica e, infine, romana e rappresentava lo scalo marittimo intermedio nella rotta di circumnavigazione che collegava le città di Nora e Karalis a quella di Sulki.
Come le altre città costiere meridionali dell'età antica (con l'eccezione di Karalis) vide il suo progressivo declino a partire dalla caduta dell'Impero romano d'Occidente .
Dell'antica Bithia restano oggi i resti portati alla luce dagli scavi che testimoniano l'esistenza di due templi e un tofet, oltre alle abitazioni. La parte principale dell'insediamento è ubicato nell'isolotto di Su Cardulinu, altri resti sono ubicati nel promontorio di Chia.
Nel medioevo esisteva un abitato di nome Chia, poi scomparso, facente parte del giudicato di Cagliari, nella curatoria di Nora o Nuras. La chiesa della villa era dedicata a Sant'Andrea.
Nel 1639 fu eretta nel promontorio la torre di Chia. La costruzione faceva parte della rete difensiva composta dalle torri costiere, allestita fra i secoli XVI e XVII dalla Corona di Spagna contro le incursioni dei corsari barbareschi. La torre di Chia era dotata di due cannoni.

## Monumenti e luoghi d'interesse

### Siti archeologici
- Rovine della città di Bithia

### Luoghi di interesse naturalistico

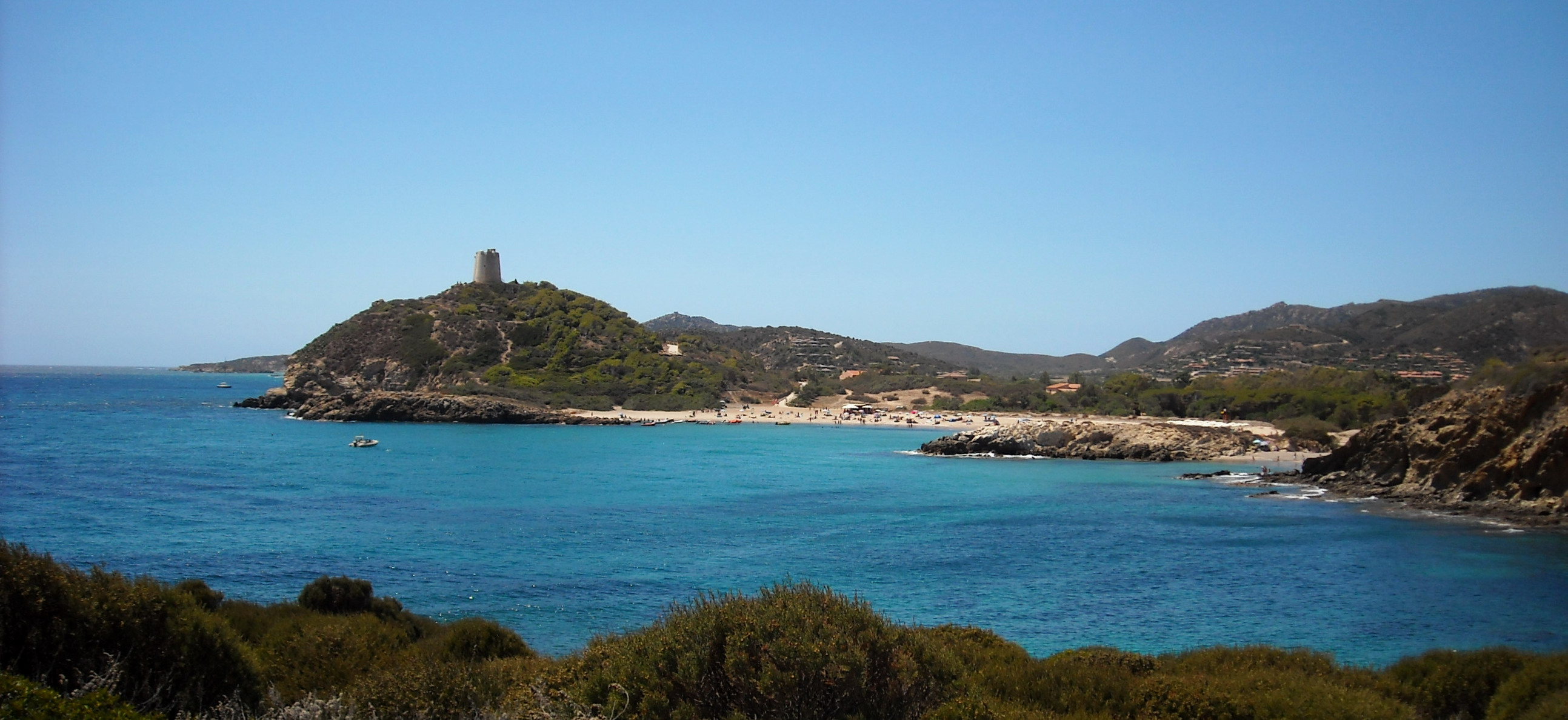
La baia di Chia

La costa è formata da diverse rade, formate da spiagge di sabbia chiara fine o grossolana, che si alternano a piccoli promontori rocciosi. Il paesaggio è integrato da tre stagni costieri, frequentati dai fenicotteri rosa e altre specie importanti: lo stagno di Chia a est e gli stagni di Su stainu de S'acqua Drucci e  Su Stangioni de su Sali e di Campana a ovest, ubicati nella zona retrodunale. Davanti alla costa sono dislocati alcuni isolotti, di cui il più importante, sotto l'aspetto storico e archeologico, è l'isolotto  Su cardulinu o  Isula manna.
Le spiagge e i promontori, procedendo da est a ovest sono:
- Cala de sa musica. È una piccola rada raggiungibile solo dal mare, completamente circondata da pareti scoscese e sovrastata da una formazione collinare ricoperta da macchia mediterranea. Da terra è possibile solo osservarla dall'alto, arrivando a piedi dalla spiaggia del Porticciolo.
- Isolotto Su Cardulinu (in sardo, il fungo). In realtà è una penisola perché è collegato alla terraferma da un breve istmo sabbioso. Ha una conformazione livellata ed è ricoperto da una rada vegetazione a gariga. È raggiungibile a piedi dalla spiaggia del Porticciolo. Sull'isolotto sono ubicati gli scavi dell'antico insediamento fenicio di Bithia.
- Il porticciolo. È il sito forse rappresentativo della località, anche se non il più esteso. Si tratta di una spiaggia di sabbia bianca che si affaccia sulla baia racchiusa, a est, dall'isolotto Su Cardulinu e, a ovest, dal promontorio di Chia.
- Promontorio di Chia. È un promontorio prominente, che domina la baia del porticciolo a est e la lunga distesa prevalentemente sabbiosa che si estende a ovest. L'elemento caratteristico di questo sito è la Torre di Chia, in buono stato di conservazione.
- Sa Colonia. È una distesa di sabbia bianca, lunga circa un chilometro, racchiusa fra i promontori di Chia e di Monte Cogoni; costituisce insieme al Porticciolo le spiagge della località di Chia propriamente detta. Separa dal mare aperto lo Stagno di Chia.
- Monte Cogoni. Malgrado la denominazione "monte", è un promontorio poco prominente, alto poco più di 60 metri. Le sue pendici degradano sul mare in due scogliere che racchiudono una breve rada sabbiosa.
- Cala del Morto. È la piccola rada sabbiosa sovrastata dal Monte Cogoni e racchiusa fra due brevi scogliere.
- Porto Campana. È una formazione di dune sabbiose dorate, il cui retro è ricoperto da una vegetazione arbustiva psammofila. Rappresenta la prima delle spiagge di Spartivento procedendo verso ovest.

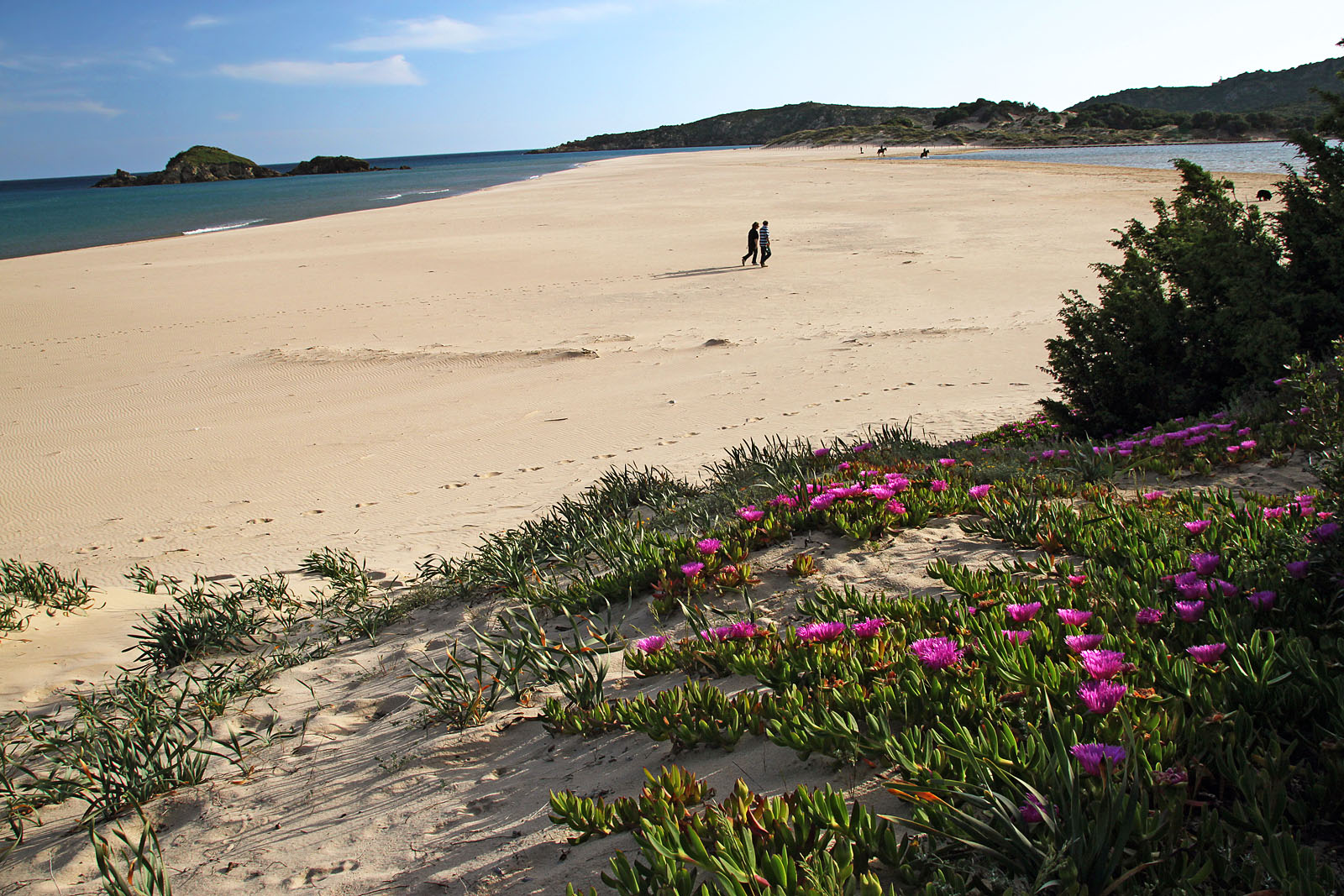
La spiaggia di Su Giudeu

- Su Giudeu. Detta anche spiaggia de s'Abba Druci (spiaggia dell'acqua dolce), è una lunga distesa sabbiosa che costituisce insieme a Porto Campana la suggestiva formazione dunale di Spartivento, una delle più estese della Sardegna meridionale. Sul retro, nel tratto centrale, è ubicato lo stagno di Spartivento, di minore estensione rispetto a quello di Chia. La spiaggia di Su Giudeu è stata diverse volte scenario di film e spot televisivi.[6] Davanti alla spiaggia, a brevissima distanza è ubicato l'isolotto Su Giudeu facilmente raggiungibile per il fondale basso che la separa dalla terraferma. La battigia è separata da quella di Porto Campana da una piccola scogliera rocciosa, mentre il sistema retrodunale è contiguo.
- Cala Cipolla. Raggiungibile solo a piedi è una piccola e affollatissima spiaggia che si estende in una insenatura riparata racchiusa a est da un promontorio roccioso che la separa da Su Giudeu e a ovest dalla scogliera del Capo Spartivento. Da Cala Cipolla parte un sentiero che conduce al Faro di Capo Spartivento, da cui si domina l'intera costa meridionale del Sulcis.

## Geografia antropica
Gli insediamenti residenziali non formano un centro abitato vero e proprio, ma costituiscono un agglomerato esteso formato da case sparse e lottizzazioni edificate soprattutto negli ultimi decenni. 

## Infrastrutture e trasporti
È collegata al Sulcis e a Cagliari dalla strada statale 195 Sulcitana. I soli trasporti pubblici che la collegano sono rappresentati da autolinee dell'ARST.

## Sport
Nel 2016 ha ospitato i campionati europei di corsa campestre.